# 红石峡水库
红石峡水库是中国陕西省榆林市境内的一座水库，位于榆溪河上，建于1955年。水库正常库容为1100万立方米，集雨面积为514平方千米，海拔为1071.8米。